# ДНК вбивці
«ДНК вбивці» (швед. Genombrottet) — шведський чотирисерійний мінісеріал 2025 року про розслідування подвійного вбивства, що сталося 2004 року, розкритого лише 2020 року завдяки методам судової генеалогії. Імена жертв та учасників розслідування у фільмі змінено. В основі сценарію лежить книга Анни Бодін (Anna Bodin) і Петера Шолунда в жанрі літературної журналістики «Прорив: як фахівець із генеалогії розкрив подвійне вбивство в Лінчепінгу» (швед. Genombrottet: Så löste släktforskaren dubbelmordet i Linköping).
У назві книги та фільму є гра слів: по-шведськи слово genombrottet це іменник «прорив» (префікс genom- і корінь brott), проте його можна сприйняти і як складене зі слів genom (геном) і brott (злочин).
Фільм знято безпосередньо в Лінчепінгу, де сталося вбивство.
Серіал випущено на Netflix 7 січня 2025 року.

## Сюжет
2004 року в шведському містечку Лінчепінг відбувається подвійне вбивство: дорогою до школи вбито маленького хлопчика і літню жінку, яка опинилась на місці злочину. Розслідування починає вести слідчий Йон, який проводить усі необхідні слідчі дії, проте вирахувати та зловити вбивцю так і не виходить. Розслідування стає наймасштабнішим у Швеції після справи про вбивство Улофа Пальме 1986 року.
Одержимий розслідуванням Йон через 16 років звертається по допомогу до генетика, який стверджує, що за наявності зразка ДНК вбивці він зможе встановити його особу…

## У ролях
| Актор             | Роль                  |
| ----------------- | --------------------- |
| Пітер Еґґерс      | Йон следчий           |
| Маттіас Нордквіст | Пер генетик           |
| Анніка Галлін     | Карін свідка          |
| Макс Нілен        | Мартен тренер         |
| Юлія Спорре       | Стіна журналістка     |
| Пер Бурель        | Челль чоловік Гунілли |
| Гелен Аль-Джанабі | Елена мати Аднана     |
| Бахадор Фоладі    | Саад батько Аднана    |
| Емелі Фальк       | Анна дружина Йона     |
| Фабіан Пеньє      | Генрі син Йона        |
| Джессіка Лідберг  | Френсі помічниця Йона |
| Карін де Фрумер'є | Лолло помічниця Йона  |
| Юнатан Родріґес   | Юліан начальник Йона  |
| Юліус Флейшадерль | Анте                  |
| Лукас Ґрімстедт   | Давид                 |

## Список серій
| Серія | Короткий зміст | Дата прем'єри |
| ----- | --- | ------------- |
| 1     | Жовтень 2004 року. Вранці на безлюдній вулиці вбито маленького хлопчика Аднана зі сім'ї емігрантів, який поспішав до школи, а також жінку похилого віку Гуніллу, яка опинилася поруч. Вбивця, який діяв за допомогою ножа, зник. Розслідування починає вести слідчий Йон, чия дружина має днями народити дитину. Попри обіцянку дружині проводити з нею в ці дні більше часу, він повністю занурюється в слідчі дії. Єдина свідка, яка проїжджала на велосипеді повз місце злочину і бачила вбивцю, не може пригадати його обличчя, інші зачіпки також не виводять на слід. Паралельно показано молодого чоловіка на ім'я Анте: він грає у футбол, але має неврівноважений характер і з часом кидає гру. | 7 січня 2025  |
| 2     | Час минає, але пошуки вбивці не приносять результату. Свідка згадує обличчя вбивці, але складений за її допомоги фоторобот надто загальний, щоб знайти конкретну людину. Йон вдень і вночі зайнятий розслідуванням, його дружина після пологів почувається самотньою і, як наслідок, іде від нього. На заклик здати зразки ДНК відгукуються тисячі жителів міста, але й це не дає результату. Тренер Анте, про щось здогадуючись, запитує у того, чому він не став здавати свій зразок, проте Анте проганяє його. Минає 16 років. Йон, як і раніше, одержимий розслідуванням, хоча його керівництво пропонує кваліфікувати злочин як нерозкритий. 2020 року Йон випадково чує про участь генетиків у знаходженні «вбивці із Золотого штату», після чого звертається по допомогу до генетика Пера Скогквіста. | 7 січня 2025  |
| 3     | Йону вдається вмовити керівництво найняти Пера для генетиченого розслідування на декілька днів, поки справу не перекваліфіковано на нерозкриту. Пер починає роботу, але виявляє, що наявний зразок ДНК дуже неповний. Він знаходить кілька збігів у генеалогічних базах даних, але бачить нерозуміння Йона, який хоче діяти дуже швидко і робить передчасні висновки. Пер відмовляється працювати. Тоді Йон домагається того, щоб із крові на шапці вбивці знову виділили ДНК і зробили новий аналіз. Другий зразок виходить якіснішим, Пер продовжує роботу і з часом звужує пошуки предків убивці до певного району Швеції. За допомогою архівних даних він складає родовід передбачуваних предків убивці, проте робота просувається повільно. Тим часом журналістка, давно знайома зі справою, дізнається про участь генетика в розслідуванні і погрожує написати про це матеріал, оскільки поліції заборонено використовувати дані з відкритих генеалогічних баз. | 7 січня 2025  |
| 4     | Пер близький до розгадки, але для кінцевого висновку йому бракує зразків ДНК, і він просить зробити генетический тест усіх, із ким зустрічається, зокрема й журналістці. Тренер футбольної команди приходить у поліцію і ділиться своїми підозрами про Анте, який свого часу відмовився здавати зразок ДНК для бази. Того заарештовують, але його ДНК не відповідає ДНК вбивці. Раптово в нових зразках Пер знаходить дуже близький збіг: найімовірнішими кандидатами виявляються два двоюрідні брати журналістки. Поліція заарештовує одного з братів, який веде замкнутий спосіб життя. Його ДНК відповідає ДНК вбивці. Він зізнається, зазначивши, що голоси в голові наказали йому вбити двох людей. Йон і Пер зустрічаються з родичами жертв. Пер отримує від журналістки пропозицію написати книжку про його участь у розслідуванні. | 7 січня 2025  |

## Реакція
Телесеріал отримав здебільшого позитивні оцінки. Оглядач The Guardian відзначив його лінійний характер і строгу послідовність викладу подій". Більш стримано фільм оцінили в рецензії The Times, вказавши на відсутність великої художності.